# Copa de Portugal 1970-71
La copa de Portugal 1970-71 fue la trigésima primera temporada de la copa de Portugal, torneo nacional organizado por la Federación Portuguesa de Fútbol (FPF). En esta edición participaron 111 clubes clubes de primera, segunda y tercera división.
La final se jugó el 27 de junio de 1971 entre el Sporting CP y Benfica. El campeón del certamen fue el Sporting Lisbona después de haber ganado 4-1 con goles Fernandes, Chico Faria y Dinis, en el estadio Nazionale di Jamor.

## Equipos participantes
Todos los equipos participantes:

### Equipos de primera división
| - Académica - Barreirense - Belenenses - Benfica - Boavista | - CUF Barreiro - Farense - Leixoes - Porto - Sporting Lisbona | - Tirsense - Varzim - Vitória Guimarães - Vitória Setúbal |

### Equipos de segunda división
| - Atlético de Portugal - Beira-Mar - Braga - Espinho - Famalicao - Gouveia - Luso | - Marinhense - Montijo - Olhanense - Oriental Lisboa - Penafiel - Peniche - Portimonense | - Riopele - Salgueiros - Sanjoanense - Seixal - Sesimbra - Sintrense - Torreense | - Torres Novas - Tramagal - Vizela - Uniao de Coimbra - Uniao de Lamas - Uniao de Tomar - Uniao Leiria |

### Clubes de tercera división
| - Académico Viseu - Ala-Arriba - Alba - Alferrarede - Alhandra - Almada - Amora - Anadia - Caldas SC - Campomaiorense - Casa Pia - Chaves - Cova Piedade - Covilha - Calcio Desportivo Aves - Calcio Desportivo Beja | - Desportivo Castelo - Esperanca Lagos - Estoril Praia - Estrela Portalegre - Fafe - Feirense - Freamunde - Gil Vicente - O Grandolense - Guarda - Juventude de Evora - Leca - Leiria e Marrazes - Limianos - Lourosa - Lusitano | - Lusitano FC - Macedo de Cavaleiros - Marialvas - Mirandela - Moimenta - Moura - Naval - Nazarenos - Norte e Soure - Odivelas - Oliveirense - Paio Pires - Penalva - Portalegrense - Regua - Sacavenense | - Sao Pedro Cova - Silves - Sporting Lamego - Trancoso - Uniao Alges - Uniao Almeirim - Uniao Montemor - Uniao Santarem - Valdevez - Valecambrense - Vasco da Gama Sines - Vendas Novas - Vianense - Vilafranquense - Vila Pouca - Vila Real |

### Otros clubes
- Marítimo
- Praiense
- Independente SC
- Mindelense
- Ferroviario Marques

## Primera ronda
| Equipo 1              | Resultado | Equipo 2             |
| --------------------- | --------- | -------------------- |
| Vila Pouca            | 0 - 3     | Feirense             |
| Vianense              | 3 - 2     | Lourosa              |
| Vasco da Gama Sines   | 0 - 3     | Portalegrense        |
| Valecambrense         | 2 - 1     | Regua                |
| Valdevez              | 1 - 3     | Académico Viseu      |
| Uniao Santarem        | 3 - 0     | Juventude de Evora   |
| Uniao Montemor        | 2 - 1     | Alhandra             |
| Uniao Almeirim        | 2 - 1     | Lusitano FC          |
| Silves                | 1 - 0     | Campomaiorense       |
| Sao Pedro Cova        | 2 - 6     | Covilha              |
| Penalva               | 1 - 5     | Chaves               |
| Paio Pires            | 2 - 2     | Estoril Praia        |
| Oliveirense           | 9 - 1     | Macedo de Cavaleiros |
| Norte e Soure         | 2 - 0     | Limianos             |
| Nazarenos             | 2 - 1     | Amora                |
| Naval                 | 1 - 0     | Fafe                 |
| Moura                 | 0 - 0     | Vilafranquense       |
| Moimenta              | 0 - 2     | Sporting Lamego      |
| Marialvas             | -         | Mirandela            |
| Lusitano              | 1 - 3     | Leiria e Marrazes    |
| Gil Vicente           | 3 - 0     | Trancoso             |
| Freamunde             | 0 - 1     | Ala-Arriba           |
| Vendas Novas          | 3 - 1     | Sacavenense          |
| Estrela Portalegre    | 3 - 2     | O Grandolense        |
| Esperanca Lagos       | 1 - 3     | Odivelas             |
| Desportivo Castelo    | 3 - 1     | Almada               |
| Desportivo Aves       | 3 - 1     | Guarda               |
| Casa Pia              | 3 - 2     | Uniao Alges          |
| Caldas SC             | 0 - 1     | Cova Piedade         |
| Anadia                | 3 - 1     | Leca                 |
| Alferrarede           | 0 - 3     | Desportivo Beja      |
| Alba                  | 2 - 1     | Vila Real            |
| Estadísticas finales. |           |                      |

## Segunda ronda
| Equipo 1              | Resultado | Equipo 2           |
| --------------------- | --------- | ------------------ |
| Vianense              | 1 - 3     | Naval              |
| Valecambrense         | 0 - 3     | Marinhense         |
| Uniao Santarem        | 3 - 2     | Portimonense       |
| Uniao Montemor        | 0 - 1     | Uniao Almeirim     |
| Uniao Leiria          | 3 - 0     | Académico Viseu    |
| Uniao de Coimbra      | 3 - 1     | Famalicao          |
| Torreense             | 2 - 0     | Silves             |
| Sporting Lamego       | 1 - 0     | Marialvas          |
| Espinho               | 1 - 2     | Salgueiros         |
| Braga                 | 4 - 0     | Ala-Arriba         |
| Sintrense             | 1 - 3     | Uniao de Tomar     |
| Sesimbra              | 1 - 0     | Tramagal           |
| Seixal                | 1 - 1     | Torres Novas       |
| Beira-Mar             | 3 - 0     | Uniao de Lamas     |
| Riopele               | 2 - 0     | Sanjoanense        |
| Portalegrense         | 3 - 0     | Odivelas           |
| Peniche               | 5 - 1     | Olhanense          |
| Oliveirense           | 1 - 2     | Feirense           |
| Nazarenos             | 1 - 2     | Oriental Lisboa    |
| Montijo               | 1 - 0     | Cova Piedade       |
| Leiria e Marrazes     | 3 - 2     | Estrela Portalegre |
| Gouveia               | 0 - 1     | Penafiel           |
| Gil Vicente           | 1 - 1     | Covilha            |
| Vizela                | 3 - 1     | Desportivo Aves    |
| Vendas Novas          | 2 - 5     | Estoril Praia      |
| Chaves                | 5 - 0     | Norte e Soure      |
| Desportivo Beja       | 2 - 0     | Vilafranquense     |
| Pia                   | 1 - 1     | Luso               |
| Atlético de Portugal  | 3 - 0     | Desportivo Castelo |
| Anadia                | 1 - 0     | Alba               |
| Estadísticas finales. |           |                    |

## Tercera ronda
| Equipo 1              | Resultado | Equipo 2             |
| --------------------- | --------- | -------------------- |
| Uniao de Coimbra      | 3 - 1     | Sporting Lamego      |
| Uniao Almeirim        | 1 - 0     | Vizela               |
| Torres Novas          | 0 - 1     | Uniao de Tomar       |
| Covilha               | 1 - 3     | Torreense            |
| Sesimbra              | 2 - 1     | Penafie              |
| Beira-Mar             | 4 - 1     | Estoril Praia        |
| Riopele               | 2 - 0     | Naval                |
| Portalegrense         | 3 - 1     | Feirense             |
| Oriental Lisboa       | 1 - 0     | Marinhense           |
| Montijo               | 4 - 1     | Uniao Leiria         |
| Leiria e Marrazes     | 0 - 1     | Uniao Santarém       |
| Luso                  | 1 - 0     | Peniche              |
| Chaves                | 0 - 2     | Braga                |
| Desportivo Beja       | 3 - 1     | Atlético de Portugal |
| Anadia                | 0 - 2     | Salgueiros           |
| Estadísticas finales. |           |                      |

## Cuarta ronda
| Equipo 1              | Resultado | Equipo 2        |
| --------------------- | --------- | --------------- |
| Uniao Almeirim        | 4 - 0     | Uniao Santarem  |
| Torreense             | 1 - 0     | Uniao de Tomar  |
| Sesimbra              | 2 - 1     | Portalegrense   |
| Beira-Mar             | 3 - 1     | Montijo         |
| Salgueiros            | 1 - 1     | Luso            |
| Riopele               | 4 - 3     | Braga           |
| Desportivo Beja       | 1 - 2     | Oriental Lisboa |
| Estadísticas finales. |           |                 |

## Quinta ronda
| Equipo 1              | Resultado | Equipo 2          |
| --------------------- | --------- | ----------------- |
| Porto                 | 5 - 1     | CUF Barreiro      |
| Uniao de Coimbra      | 2 - 0     | Farense           |
| Torreense             | 0 - 2     | Belenenses        |
| Sesimbra              | 2 - 0     | Académica         |
| Tirsense              | 2 - 2     | Uniao Almeirim    |
| Riopele               | 0 - 2     | Vitoria Setubal   |
| Oriental Lisboa       | 0 - 8     | Sporting Lisbona  |
| Leixoes               | 4 - 3     | Vitória Guimarães |
| Barreirense           | 2 - 1     | Beira-Mar         |
| Boavista              | 5 - 1     | Varzim            |
| Benfica               | 11 - 0    | Luso              |
| Estadísticas finales. |           |                   |

## Octavos de final
| Equipo 1              | Resultado | Equipo 2            |
| --------------------- | --------- | ------------------- |
| Porto                 | 4 - 1     | Ferroviario Marques |
| Vitoria Setubal       | 11 - 0    | Praiense            |
| Sesimbra              | 1 - 1     | Marítimo            |
| Tirsense              | 4 - 0     | Leixoes             |
| Mindelense            | 0 - 21    | Sporting Lisbona    |
| Independente SC       | 1 - 0     | Uniao de Coimbra    |
| Barreirense           | 1 - 7     | Benfica             |
| Boavista              | 0 - 1     | Belenenses          |
| Estadísticas finales. |           |                     |

## Cuartos de final
| Equipo 1              | Resultado | Equipo 2         | Partido 1 | Partido 2 | Desempate |  |
| --------------------- | --------- | ---------------- | --------- | --------- | --------- |  |
| Sesimbra              | 1 - 4     | Tirsense         | 0 - 1     | 1 - 3     |           |  |
| Porto                 | 2 - 0     | Vitoria Setubal  | 1 - 1     | 0 - 1     |           |  |
| Benfica               | 8 - 0     | Independente SC  | 6 - 0     | 2 - 0     |           |  |
| Belenenses            | 2 - 2     | Sporting Lisbona | 0 - 0     | 2 - 2     | 1 - 2     |  |
| Estadísticas finales. |           |                  |           |           |           |  |

## Semifinal
| Sporting Lisbona      | 2 - 1 | Vitória Setúbal | 1 - 0 | 1 - 1 |
| Tirsense              | 2 - 8 | Benfica         | 1 - 3 | 1 - 5 |
| Estadísticas finales. |       |                 |       |       |

## Final
- Sporting CP 4 – 1 Benfica[7]